# Qeshlāq-e Seyyed Nāşer
Qeshlāq-e Seyyed Nāşer är en ort i Iran.   Den ligger i provinsen Kermanshah, i den nordvästra delen av landet, 400 km väster om huvudstaden Teheran. Qeshlāq-e Seyyed Nāşer ligger 1 398 meter över havet och antalet invånare är 139.
Terrängen runt Qeshlāq-e Seyyed Nāşer är varierad. Runt Qeshlāq-e Seyyed Nāşer är det ganska tätbefolkat, med 60 invånare per kvadratkilometer. Närmaste större samhälle är Şaḩneh, 11,4 km sydost om Qeshlāq-e Seyyed Nāşer. Trakten runt Qeshlāq-e Seyyed Nāşer består till största delen av jordbruksmark.